# Heinz Westphal

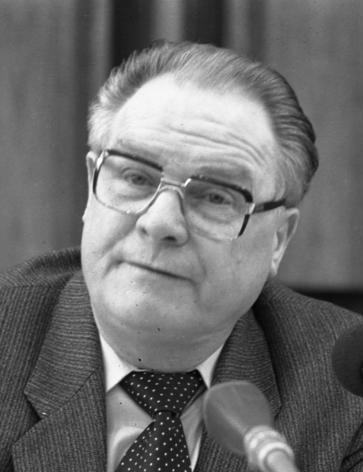
Heinz Westphal, 1983

Heinz Westphal (* 4. Juni 1924 in Berlin; † 30. Oktober 1998 in Bonn) war ein deutscher Politiker (SPD). Er war 1982 Bundesminister für Arbeit und Sozialordnung und von 1983 bis 1990 Vizepräsident des Deutschen Bundestages.

## Biografie

### Familie, Ausbildung und Beruf
Westphal ist der Sohn von Alice Westphal (geborene Düsedau) und Max Westphal. Max Westphal war bis 1933 Mitglied des Parteivorstandes der SPD. Von den Nationalsozialisten verfolgt und mehrmals inhaftiert, starb er 1942 an den Folgen der KZ-Haft.
Westphal verließ nach der Obertertia mit der Mittleren Reife die Schule und absolvierte von 1939 bis 1942 eine Flugmotorenschlosserlehre in der Daimler-Benz Motoren-Fabrik in Genshagen bei Berlin, die er mit der Facharbeiterprüfung beendete. Anschließend begann er ein Ingenieurstudium, wurde aber 1943 zur Wehrmacht einberufen. Nachdem er zum Bordfunker ausgebildet und in Ostpreußen als Panzergrenadier eingesetzt worden war, kehrte er leicht verwundet nach Berlin zurück, wo er als Kraftfahrzeugschlosser arbeitete.
Ab 1946 war Westphal hauptberuflich als Jugendsekretär der Berliner SPD, dann als Vorsitzender der SJD – Die Falken Berlin tätig. In dieser Funktion war er auch 1947 an den Gesprächen zur Gründung eines gesamtdeutschen Jugendringes mit dem damaligen FDJ-Vorsitzenden Erich Honecker beteiligt. 1949 wurde Westphal in Ost-Berlin verhaftet und wegen Widerstandes gegen die Staatsgewalt zu sechs Wochen Gefängnis verurteilt, worauf allerdings nach elf Tagen die Entlassung folgte. Auch in den 1950er Jahren war Westphal in der Leitung der Sozialistischen Jugend Deutschlands aktiv, so als Jugendsekretär im Verbandssekretariat in Hannover (1950–1952) und als Bundesvorsitzender der SJD - Die Falken von 1953 bis 1957 in Bonn und Frankfurt. Darüber hinaus war er zu dieser Zeit (1948–1957) Mitglied des Büros der IUSY (International Union of Socialist Youth), von 1955–1956 Vorsitzender des DBJR (Deutscher Bundesjugendring) und 1958–1965 dessen Hauptgeschäftsführer.
Westphal war verheiratet und hatte ein Kind. Sein Nachlass befindet sich im Archiv der sozialen Demokratie in Bonn sowie im Archiv der Arbeiterjugendbewegung in Oer-Erkenschwick.

### Politik
Seit 1945 war Westphal Mitglied der SPD. Er zog als Kandidat für den Wahlkreis Wanne-Eickel – Wattenscheid (ab 1980 Wahlkreis Herne) nach der Bundestagswahl 1965 in den Deutschen Bundestag ein, dem er bis 1990 als Abgeordneter angehörte. Von 1976 bis 1982 war er Vorsitzender des Arbeitskreises öffentliche Finanzwirtschaft der SPD-Bundestagsfraktion. Von 1983 bis 1990 war er Vizepräsident des Deutschen Bundestages.
Er war zuletzt (11. Wahlperiode 1987 bis 1990) mit 61,1 % der Stimmen direkt gewählter Abgeordneter des Wahlkreises Herne.

### Öffentliche Ämter
Vom 21. Oktober 1969 bis zum 16. Mai 1974 war er Parlamentarischer Staatssekretär beim Bundesminister für Jugend, Familie und Gesundheit.
Bei der Kabinettsumbildung kurz vor dem Ende der sozialliberalen Koalition wurde er am 28. April 1982 zum Bundesminister für Arbeit und Sozialordnung ernannt. Mit der Wahl von Helmut Kohl zum Bundeskanzler am 1. Oktober 1982 endete seine Amtszeit.

### Weitere Mitgliedschaften
Seine Mitgliedschaften im Vorstand des Archivs der Arbeiterjugendbewegung und im Kuratorium des Fördervereins Internationale Jugendbegegnungsstätte Dachau waren Teil seines umfangreichen Engagements für die Jugendpolitik und die Aufarbeitung der Geschichte der Arbeiterjugendbewegung. Er war Gründer und Vorsitzender des Vereins Schafft Ausbildungsplätze; in seinem Wahlkreis Herne, in den er seine Pension nach dem Ministergesetz einbrachte. Eine Spendentradition, die von seiner Witwe Ingeborg fortgesetzt wurde. Von 1972 bis 1974 war er Vorsitzender des Kuratoriums des Europäischen Jugendwerkes und 1953 bis 1975 Mitherausgeber der Zeitschrift deutsche jugend. Von 1990 bis 1996 war Westphal Mitglied des Vorstandes des Internationalen Bundes für Sozialarbeit / Jugendsozialwerk.
Im Rahmen seines Wirkens für eine deutsch-israelische Verständigung, das er nach einer Israel-Reise im Jahre 1961 aufnahm, war Westphal seit 1967 Mitglied der DIG (Deutsch-Israelische Gesellschaft), deren Präsident er von 1972 bis 1977 bzw. Vizepräsident er bis 1985 war. Darüber hinaus war er von 1974 bis 1982 Vorsitzender im Verwaltungsrat des DED (Deutscher Entwicklungsdienst), von 1964 bis 1974 Mitglied des ZDF-Fernsehrates in Mainz. Ab 1993 war Westphal auf Empfehlung der Bundesregierung das deutsche Mitglied im Internationalen Rat der Gedenkstätten von Auschwitz und Birkenau.

## Ehrungen
- Die Marie-Juchacz-Plakette der Arbeiterwohlfahrt wurde ihm 1974 verliehen.
- Die Beisetzung Heinz Westphals fand am 19. November 1998 im Rahmen eines Trauerstaatsaktes in Bonn statt.[2]
- Nach ihm ist der Heinz-Westphal-Preis des Deutschen Bundesjugendrings und des Bundesjugendministeriums benannt, der herausragendes ehrenamtliches Engagement im zweijährigen Rhythmus auszeichnet.